# Álvaro Rey
Álvaro Rey Vázquez (ur. 11 lipca 1989 w Sewilli) – hiszpański piłkarz występujący na pozycji pomocnika w Xerez CD.